# Chlorocytus planus
Chlorocytus planus är en stekelart som först beskrevs av Walker 1834.  Chlorocytus planus ingår i släktet Chlorocytus och familjen puppglanssteklar. Arten är reproducerande i Sverige. Inga underarter finns listade i Catalogue of Life.